# Katsig Bakker
Katsig Bakker, beliggende ca. 15 km vest for Frederikshavn, er et fredet areal på ca. 40 ha bestående af lyngklædte bakker, enebærkrat og løvskov. 
Højeste punkter i området er Studsbjerg og Jomfrubjerget.
I skoven findes den tidligere kendte helbredende Skt. Jørgens Kilde, hvortil mange valfartede sankthansaften for at søge helbredelse for forskellige dårligdomme. 
Efterladte genstande fra personer, der mente, at de var blevet helbredt, som lerkrukker, stokke og andet blev indtil ca. år 1900 fundet ved kilden. Man konstaterede, at der efter den tid ikke blev gjort flere fund.
Der er oprettet to afmærkede vandrestier, som fører gennem og forbi nogle af bakkernes karakteristiske områder. Derudover er der i områdets østlige del et afmærket MTB-spor.
I juli 1994 brændte ca. 4 ha skov og krat i området.

## Galleri
- Katsig Bakker, efteråret 2009

57°27′03″N 10°20′35″Ø / 57.45083°N 10.34306°Ø